# Calliostoma turbinum
Calliostoma turbinum är en snäckart som beskrevs av Dall 1896. Calliostoma turbinum ingår i släktet Calliostoma och familjen Calliostomatidae. Inga underarter finns listade i Catalogue of Life.